# Brixworth
Brixworth è un villaggio di 5 162 abitanti dell'Inghilterra.

## Localizzazione
Il villaggio si trova a circa 8 km a nord di Northampton nei pressi della A508
e a circa 13 km a sud di Market Harborough.